# ヴェコスラヴ・ルブリッチ
ヴェコスラヴ・ルブリッチ（Vjekoslav Luburić、1913年6月20日 - 1969年4月20日）は、クロアチアの軍人。ウスタシャ民兵大将。セルビア人、ユダヤ人の大量虐殺の責任者の1人であり、マックス（Maks）とも呼ばれた。

## 経歴
フマツ出身。ウスタシャ民兵の副司令官。後にウスタシャ保安庁（Ustaska Nadzorna Sluzba；略称UNS）第3部を率い、クロアチア国内の強制収容所を監督した。
1944年、クロアチア独立国軍（ドモブラン）とウスタシャ民兵の統合後、軍に移る。アンテ・パヴェリッチの政敵であったアンテ・ヴォキッチとムラデン・ロルコヴィッチの除去を組織。後に保安旅団長に任命され、1945年5月6日、クロアチア国軍司令官となった。
戦後、クロアチア人の将官の大部分はオーストリアに亡命したが、ルブリッチはクロアチアに留まり、ウスタシャのパルチザン部隊を率いた。1945年11月にオーストリア、その後イタリアとフランスを経由してスペインに亡命した。1955年までパヴェリッチの側近。その後、ウスタシャ移民組織である「クロアチア人民抵抗」を率いる。1969年にユーゴスラビアの特務機関により暗殺。